# Peter K. Frey
Peter K Frey (* 21. Mai 1941 in Baden AG) ist ein Schweizer Bassist und Klangkünstler.

## Leben und Wirken
Frey erhielt während seiner Ausbildung zum Primarlehrer Klavierunterricht. Im Zürcher Jazz-Cafe Africana begann er, als Musiker auf dem Kontrabass aufzutreten. Seit 1972 spielte er in Bands mit Urs Voerkel. In einer Musiker-Wohngemeinschaft mit Irène Schweizer und Michel Seigner entstand die Idee zu Konzeptimprovisationen. Darauf aufbauend entstand 1983 das Ensemble Karl ein Karl mit Michel Seigner und Alfred Zimmerlin, das unter anderem bei den Donaueschinger Musiktagen auftrat (der Name des Ensembles stammt aus einem Text von Konrad Bayer). Daneben war Frey zeitweise als Programmierer für eine Softwarefirma tätig, bevor er sich dafür entschied, als professioneller Musiker zu leben. Frey arbeitet als frei improvisierender Musiker mit Kontrabass und Stimme. Konzerte gibt er mit Karl ein Karl sowie im Duo mit dem Basskollegen Daniel Studer (das mit Joëlle Léandre und Lukas Frey auch zum Quartett erweitert wurde), aber auch Solo. Gemeinsam mit seiner Frau, der Keramikerin Theres Stämpfli, realisiert er seit 1993 Installationen unter dem Titel TON.
Seit 1978 arbeitet er auch als Lehrer für improvisierte Musik und Musik am Computer an verschiedenen Schweizer Bildungseinrichtungen wie der F+F Schule für Kunst und Mediendesign Zürich oder der Hochschule für Soziale Arbeit Zürich. Weiter lehrte er in einem Nachdiplomkurs in freier Improvisation an der Musikhochschule Luzern (2002/2003) und der Musik-Akademie der Stadt Basel (ab 2003).
Frey ist Gründungsmitglied der Musiker Kooperative Schweiz sowie Mitbegründer und Co-Leiter der Werkstatt für Improvisierte Musik Zürich. Neben der Konzert- und Lehrtätigkeit ist er als Komponist für musikszenische Produktionen sowie für Installationen mit bildenden Künstlern tätig.

## Diskographische Hinweise
- Voerkel-Frey-Lovens (1977)
- KARLs Fest (1991)
- "ja" KARL ein KARL mit Peter Schweiger und Wolfram Berger mit Texten von Konrad Bayer (1996)
- Markus EichenbergerDomino (2003)
- "zweierlei" Kontrabassduo Studer-Frey (2006)
- KARL ein KARL der bio-adapter (2008, nach einem Text von Oswald Wiener)
- "zwei" Kontrabassduo Studer-Frey (2010)

## Lexigraphischer Eintrag
- Bruno Spoerri: Biografisches Lexikon des Schweizer Jazz CD-Beilage zu: B. Spoerri (Hrsg.): Jazz in der Schweiz. Geschichte und Geschichten. Chronos-Verlag, Zürich 2005, ISBN 3-0340-0739-6.

| Personendaten    | Personendaten                       |
| ---------------- | ----------------------------------- |
| NAME             | Frey, Peter K.                      |
| KURZBESCHREIBUNG | Schweizer Bassist und Klangkünstler |
| GEBURTSDATUM     | 21. Mai 1941                        |
| GEBURTSORT       | Baden AG                            |